# Адамайр
Адамайр — (ірл. — Adammair, Adhamair, Amadir) — верховний король Ірландії. Час правління: 290—285 до н. е. (згідно з «Історією Ірландії» Джеффрі Кітінга) або 418—314 до н. е. (відповідно до «Хроніки Чотирьох Майстрів»). Син Фера Корба (ірл. — Fer Corb) — верховного короля Ірландії. Походив з королівства Мюнстер. Прийшов до влади в результаті вбивства попереднього верховного короля Ірландії Айліля Кайсфіаклаха (ірл. — Ailill Caisfhiaclach). Правив Ірландією протягом п'яти років. Був вбитий Еохайдом Айтлеаханом (ірл. — Eochaid Ailtleathan). «Книга захоплень Ірландії» синхронізує його правління з часом правління Птолемея V Єпіфана в Єгипті (204—181 до н. е.). Але Джеффрі Кітінг та Чотири Майстри відносять час його правління до більш давніх часів. Згідно давніх ірландських легенд він був чоловіком богині Флідайс (ірл. — Flidais) — богині лісу та лісових мешканців, яка належала до Племені богині Дану (ірл. — Tuatha Dé Danann) і прийшла з сіду — потойбічного світу, що розташовувався в курганах та пагорбах.